# 旺托 (紐約州)
旺托（英語：Wantagh）是位於美國紐約州拿騷縣的普查規定居民點。

## 人口
根據2020年美國人口普查的數據，旺托的面積為10.69平方千米，當中陸地面積為9.92平方千米，而水域面積為0.77平方千米。當地共有人口18613人，而人口密度為每平方千米1,741人。